# Arkonka (kąpielisko)
Arkonka (daw. Świtezianka, do 1945 niem. Martin See) – dawne jezioro w Szczecinie, obecnie kąpielisko, położone w północno-zachodniej części miasta (Park Leśny Arkoński), w dzielnicy Zachód. W pobliżu przebiega szlak  Parku Leśnego „Arkoński” oraz ścieżka rowerowa.

## Historia
Obecnie znajduje się tu kąpielisko miejskie, powstałe na początku XX w. w niecce wysychającego jeziora. W południowej części jeziora istniał młyn wodny z czasem rozebrany (niem. Steinfurther Mühle). W 2014 roku zakończyła się gruntowna modernizacja tego kąpieliska. Arkonka stała się wtedy jednym z największych w Europie kompleksów wodnych na świeżym powietrzu.

## Opis kąpieliska (po modernizacji)
Kompleks Rekreacyjny "Arkonka" (taka jest oficjalna nazwa kąpieliska) zajmuje powierzchnię  7 hektarów. Na jego terenie znajdują się cztery baseny o zróżnicowanej głębokości  (od 40 do 180 cm) i powierzchni (od 400 do 4990 m²). Łączna powierzchnia basenów wynosi 8012 m². Baseny wyposażone są w różne atrakcje: m.in. trzy zjeżdżalnie, sztuczną rzekę, sztuczną skałę,  gejzery,  fontannę o wysokości 15 m, punkty masażu stóp. 
Na terenie kompleksu znajduje się także plac zabaw, skatepark (zamieniany w zimie na lodowisko), sztuczna plaża, boiska do gry w siatkówkę i kometkę, kort tenisowy. Jednocześnie na terenie kompleksu przebywać może do 5000 osób.

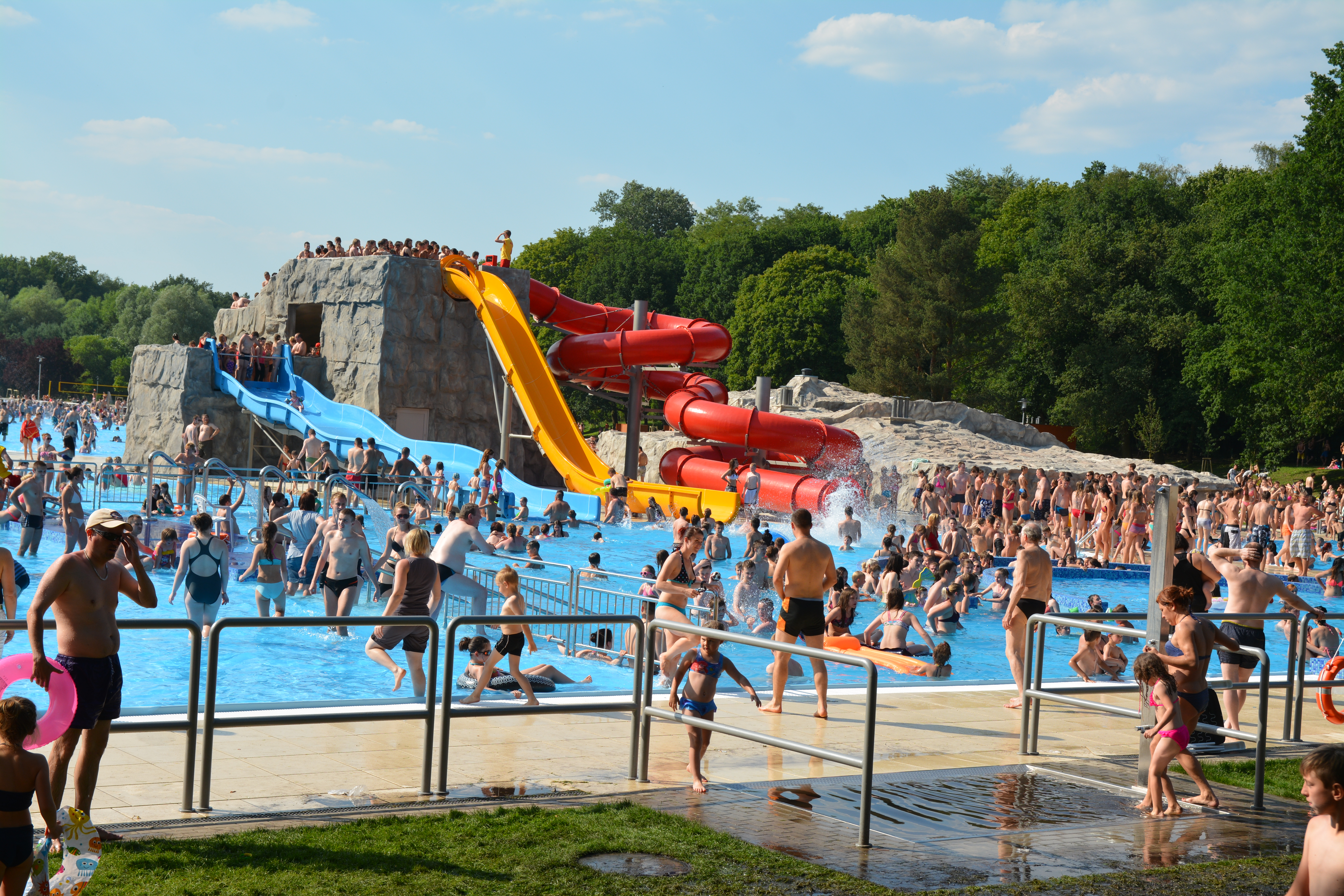
Sztuczna skała i zjeżdżalnie

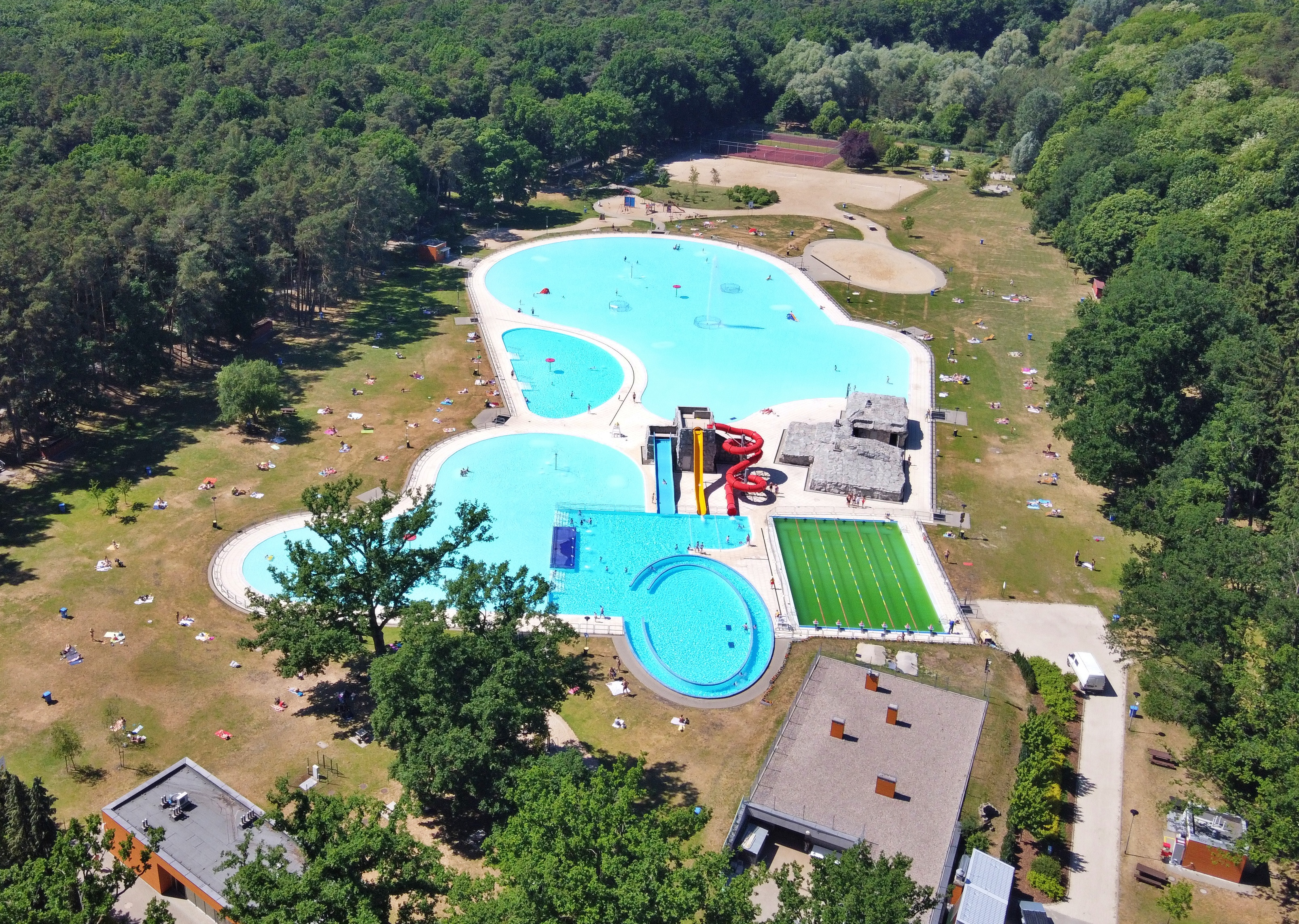
Kąpielisko "Arkonka" z lotu ptaka